# Murski Črnci
Murski Črnci (Hongaars: Muracsermely, Prekmurees: Črnec, Duits: Deutschendorf) is een plaats in Slovenië en maakt deel uit van de gemeente Tišina in de NUTS-3-regio Pomurska. De plaats telde 424 inwoners op 1 januari 2020.